# Grigorij Kwasow
Grigorij Wasiljewicz Kwasow (ros. Григорий Васильевич Квасов, ur. 19 sierpnia 1905 we wsi Kazaczje w guberni tambowskiej, zm. 30 maja 1977 w Kiszyniowie) – radziecki działacz państwowy.
Od 1926 należał do WKP(b), 1932 ukończył Leningradzki Instytut Oświaty Politycznej, pracował w orenburskim sowchozie, był I sekretarzem Tiepłowskiego Komitetu Rejonowego WKP(b) w obwodzie czkałowskim (obecny obwód orenburski). Do marca 1940 był zastępcą przewodniczącego, a od marca 1940 do maja 1942 przewodniczącym Komitetu Wykonawczego Czkałowskiej Rady Obwodowej, 1949 kierownikiem wydziału KC Komunistycznej Partii (bolszewików) Mołdawii, a 1952-1953 I sekretarzem Komitetu Okręgowego KP(b)M/KPM w Bielcach.